# Teoria atômica

O modelo teórico atual do átomo envolve um núcleo denso cercado por uma "nuvem" probabilística de elétrons.

Em química e física, teoria atômica (português brasileiro) ou teoria atómica (português europeu) é uma teoria científica sobre a natureza da matéria, que afirma que a matéria é composta de unidades discretas chamadas de átomos. A teoria originou-se como um conceito filosófico na Grécia Antiga e tornou-se uma das principais correntes científicas no início do século XIX, quando descobertas no campo da química mostraram que a matéria se comportava como se, de fato, fosse composta por átomos.
A palavra átomo vem do adjetivo atomos, do grego antigo, significando "indivisível". Os químicos do século XIX começaram a utilizar o termo em conexão com o crescente número de elementos químicos irredutíveis. No início do século XX, a partir de vários experimentos 
sobre eletromagnetismo e radioatividade, os físicos descobriram que o então denominado "átomo indivisível" era, na realidade, um conglomerado de várias partículas subatômicas (em especial, de elétrons, prótons e nêutrons) que podem existir separadas umas das outras. Atualmente, sabe-se que em certos ambientes extremos, como em estrelas de nêutrons, as altas temperaturas e pressões impedem que átomos possam existir.
Como os átomos mostraram-se ser divisíveis, os físicos posteriormente cunharam o termo "partícula elementar" para descrever as partes indivisíveis, porém não indestrutíveis, de um átomo. O ramo científico que estuda as partículas elementares é a física de partículas, e é nele que os físicos esperam encontrar a verdadeira natureza fundamental da matéria.

## História
A Teoria atômica havia sido proposta por filósofos, como Descartes, antes dela ter uma base experimental. Havia, desde os tempos antigos, duas hipóteses sobre a composição da matéria: ou ela seria formada por partículas que não poderiam ser mais divididas, ou não haveria nenhum limite à divisibilidade da matéria. A primeira ideia costuma ser atribuída aos epicuristas, porém suas origens podem ser ainda mais antigas. A cosmogenia de Demócrito se baseia nesta ideia, que ele derivou de Leucipo. Segundo Daubeny, Mosco, um fenício que floresceu antes da Guerra de Troia, teria estas ideias, assim como as mônadas de Pitágoras, cuja origem seria egípcia. Segundo Mr. Colebrooke, citado por Daubeny, os hindus também tinham, no passado, uma teoria atômica.
Pela teoria atômica de Epicuro, não havia nada além de matéria e espaço, sendo a matéria formada por formas geométricas inquebráveis, de várias formas, como redondas, quadradas, com raios, etc, porém em uma quantidade finita de formas distintas. Estes átomos possuíam duas propriedades intrínsecas de movimento, uma tendência natural para descer e o movimento causado pelas suas colisões, que faria os átomos se afastarem. Além destes dois movimentos, segundo Epicuro, alguns átomos possuiriam um terceiro movimento, que os faria descer em trajetórias oblíquas ou curvas. Os sólidos seriam produzidos por estes átomos quando eles estivessem em forma compacta, porém líquidos, ceras, madeira ou vapor quando eles estivessem menos compactos.
A teoria atômica teve, como oposição, a teoria dos quatro elementos de Empédocles, segundo a qual toda matéria é formada por terra, ar, fogo e água, misturados em diferentes proporções.

## Oposição à Teoria
Leibnitz se opôs à teoria atômica, porque ela contrariava dois de seus dogmas, a teoria da continuidade e a doutrina da razão suficiente.
Os átomos deveriam ser infinitamente duros e inelásticos, então, quando houvesse a colisão de dois átomos vindos em direção oposta, eles deveriam imediatamente interromper seu movimento, ou seja, passariam de um estado de movimento rápido para um estado de repouso, contrariando a lei da continuidade, pela qual nenhuma mudança pode se dar de forma abrupta, sem passar pelos estágios intermediários.
Os argumentos dos cartesianos contra a teoria atômica tem por base a matemática, pois nenhum corpo, do ponto de vista matemático, pode ser considerado indivisível.
Abbé Boscovich, um discípulo de Leibnitz, propôs que toda matéria era formada de pontos (no sentido matemático), que se repeliriam quando estivessem muito próximos, mas que se atrairiam se muito distantes. Para explicar as propriedades da água (em seus três estados), Boscovich supôs que duas partículas de água se repeliriam quando muito próximas, e haveria, de acordo com a distância as separando, regiões onde haveria atração e regiões onde haveria repulsão.

## Evidências da teoria
A base experimental da teoria atômica é uma lei simples que, surpreendentemente, passou despercebida para os cientistas durante muito tempo. É o fato de que as combinações entre corpos é muito bem regulada.
O primeiro passo na descoberta desta lei foi dado pelo químico alemão Wenzel que, no trabalho Lehre von den Verwandschaften, publicado em 1777 em Dresden, mostrou que sempre que dois sais neutros reagem entre si, o resultado são outros dois sais neutros, em que as proporções dos constituintes são mantidas.
Exemplo, na reação de 19,75 gramas  de sulfato anidro de prata (formado por 5 gramas de ácido sulfúrico com 14,75 gramas de óxido de prata) com 16,5 gramas de nitrato de bário formado por 6,75 gramas de ácido nítrico com 9,75 gramas de óxido de bário produz-se 21,5 gramas de nitrato de prata e 14,75 gramas de sulfato de bário. Desta forma, observa-se que existe uma simetria na reação, ou seja, os 21,5 gramas de nitrato de prata são resultado da neutralização dos 6,75 gramas de ácido nítrico com os 14,75 gramas de óxido de prata, e os 14,75 gramas de sulfato de bário são resultado da neutralização dos 5 gramas de ácido sulfúrico com os 9,75 gramas de óxido de bário.
Com isto, fica demonstrado que 5 gramas de ácido sulfúrico são equivalentes a 6,75 gramas de ácido nítrico, assim como 14,75 gramas de óxido de prata a 9,75 de óxido de bário. Analogamente, o mesmo esquema pode ser usado para analisar a reação de 21,5 gramas de nitrato de prata com 7,5 gramas de fosfato anidro de sódio, resultando em 10,75 gramas de nitrato de sódio e 18,25 gramas de fosfato de prata. A conclusão é que 5 gramas de ácido sulfúrico, 6,75 de ácido nítrico e 3,5 de ácido fosfórico são equivalentes, assim como 4 gramas de óxido de sódio, 9,75 de óxido de bário e 14,75 de óxido de prata.
Richter, um químico prussiano, expandiu o trabalho de Wenzel, e colocou todas as substâncias químicas em uma única escala, medindo suas capacidades relativas de saturação de ácidos e bases, fazendo a química, que até então havia apenas sido uma ciência qualitativa, se tornar uma ciência quantitativa. O texto de Richer, publicado em 1792, se chamava Anfangsgrunde der Stoichiometrie.
O próximo passo foi dado por Mr. Higgins, que, em 1789, no trabalho intitulado A Comparative View of the Phlogistic and Anti-Phlogistic Theories, propôs que que a diferença entre o ácido sulfuroso e o ácido sulfúrico é que, no primeiro, uma partícula de enxofre se combina com uma partícula de oxigênio, enquanto que no segundo, uma partícula de enxofre se combina com duas de oxigênio. Além disto, nos compostos de azoto e oxigênio, estes se combinam nas proporções de 1 para 1,2,3,4 e 5.

## A teoria atômica de Dalton
Mr. Higgins abandonou esta ideia, que foi retomada por Dalton.
A forma atual da teoria começou com Dalton, que estabeleceu seus princípios, e recebeu contribuições nos anos seguintes.
Dalton publicou sua teoria em 1808, em 'New System of Chemical Philosophy. Neste trabalho, está a ideia de que, quando duas substâncias se combinam, a união se faz por suas partículas componentes, inicialmente na proporção de um para um, ou de um para dois, um para três, etc.
O fundamento da teoria foram as experiências realizadas pelos químicos, a partir de Lavoisier, que indicaram que toda substância é formada por pequenas partículas de matéria elementar. Estas partículas podiam ser unidas ou separadas, mas não podiam ser quebradas em partes menores. Por causa disto, estas partículas foram chamadas de átomos. A teoria é a generalização destes experimentos: assim como todas substâncias que foram testadas experimentalmente foram demonstradas de serem compostas de átomos, supôs-se que todas as substâncias seriam igualmente compostas por átomos.
Segundo Dalton, como os pesos relativos de todos elementos podem ser determinados experimentalmente, seria possível, a princípio, determinar o peso de cada átomo. Inicialmente, o peso destes átomos não foi determinado, porém conseguiu-se provar que o hidrogênio era o átomo de menor peso, e foi possível determinar o peso relativo de cada átomo em relação ao hidrogênio. Por exemplo, o carbono tinha peso doze vezes maior que o hidrogênio. Ou seja, cada átomo tem um peso atômico, que é quantas vezes este átomo é mais pesado que o átomo de hidrogênio. O texto de Dalton trazia, no final, uma tabela com os trinta e sete supostos elementos então conhecidos, com seus símbolos apropriados, e com seus pesos relativos calculados. Em 1810, Dalton publicou outro volume, em que confirma suas ideias pela análise de compostos de oxigênio com hidrogênio, azoto, carbono, enxofre e fósforo. Os trabalhos de Berzelius e Thompson confirmaram estes resultados para todos os compostos.
A teoria de Dalton tem dois pontos fundamentais: a primeira é que a reação entre substâncias segue proporções bem definidas, e a segunda é que a matéria é formada de átomos.

## Pesos relativos
A observação da formação de diversas substâncias, como água, água oxigenada, monóxido de carbono, gás carbônico, etc, mostrou que era possível definir pesos atômicos considerando-se que todos átomos tinham um peso atômico múltiplo do peso do hidrogênio. De acordo com Daubeny, os pesos atômicos dos átomos seriam:
Hidrogênio ... 1
Carbono ... 6
Oxigênio ... 8
Fósforo ... 12
Azoto ... 14
Enxofre ... 16
Sódio ... 24
Potássio ... 40
A exatidão destas proporções havia sido demonstrada, na época de Daubeny, até em uma parte em 300 a uma parte em 400. Um dos problemas não resolvidos por esta teoria era o peso atômico do cloro, cujas medições indicavam o valor 35,43, bem distante do número inteiro 36 proposto por Thompson, e o peso do bromo, de 78,26.

## Problemas para a teoria
A teoria, porém, tinha algumas falhas. Por exemplo, como existia uma combinação de 1:1 entre hidrogênio e oxigênio (formando água) e uma coombinação de 1:1 entre oxigênio e azoto (formando dióxido de nitrogênio), é suposto que haveria uma combinação de 1:1 entre hidrogênio e azoto, porém a única combinação observada era na proporção 3:1 (formando amônia). Em outros casos, em vez das combinações serem nas proporções 1 - 2 - 3 - etc, elas ocorriam nas proporções 1 - 1 1/2 - 2 - etc.
Daubeny propôs que estes compostos não existiam porque ainda não haviam sido descobertos; ele cita o caso das combinações entre enxofre e oxigênio, que só ocorriam nas proporções 1:2 e 1:3, respectivamente, no anidrido sulfuroso e no anidrido sulfúrico  até a descoberta do ácido hipossulfuroso, com proporção 1:1.
Para os químicos, a constituição dos átomos era desconhecida. Não se sabia se os átomos eram constituídos de partículas ainda menores, ou se eles eram realmente indivisíveis, pois o químico, da época, não podia quebrar o átomo. Mesmo assim, Alexander William Williamson não descartava a possibilidade de que os átomos pudessem, algum dia, serem divididos por processos desconhecidos na sua época.